# Sárosbogdány
Sárosbogdány (szlovákul: Šarišské Bohdanovce) község Szlovákiában, az Eperjesi kerület Eperjesi járásában.

## Fekvése
Kassától 15 km-re északra, a Tarca bal oldalán fekszik.

## Története
A települést 1220-ban a váradi regestrumban, egy birtokvita kapcsán említik először. 1351-ben „Bogdan” alakban említik. Már 1375-ben említenek malmot a faluban. Az Aba nemzetség birtoka volt, akik 1427-ben 37 portát bírtak a faluban. Lapispataki, majd a 16. századtól zsehnyei nemesek tulajdonában áll. A 16. század második felében a Serédi és Báthory családok a fő birtokosai. 1567-ben 9, 1588-ban 7 és fél portája adózott. 1600-ban 33 lakott háza volt. A 17. századtól a 20. századig a Kecer és más családoké. 1787-ben 65 háza és 603 lakosa volt.
A 18. század végén Vályi András így ír róla: „BOGDÁNY. Tót falu Sáros Vármegyében, földes Ura Újházy Uraság, lakosai katolikusok, fekszik Eperjeshez mintegy két mértföldnyire Boroszlónak szomszédságában, mellynek filiája, ámbár tsekély fájok van; de legelőjök elég jó termékenységű, réttyei hasznosok, és kétszer kaszáltatnak, piatzozása is közel a’ hol kereskedhetnek, az első Osztályba számláltatott.”
1828-ban 75 házában 561 lakos élt. Lakói mezőgazdasággal, állattartással, szövéssel, kosárfonással és fuvarozással foglalkoztak.
Fényes Elek 1851-ben kiadott geográfiai szótárában így ír a faluról: „BOGDÁNY. Tót falu Sáros Vármegyében, földes Ura Újházy Uraság, lakosai katolikusok, fekszik Eperjeshez mintegy két mértföldnyire Boroszlónak szomszédságában, mellynek filiája, ámbár tsekély fájok van; de legelőjök elég jó termékenységű, réttyei hasznosok, és kétszer kaszáltatnak, piatzozása is közel a’ hol kereskedhetnek, az első Osztályba számláltatott.”

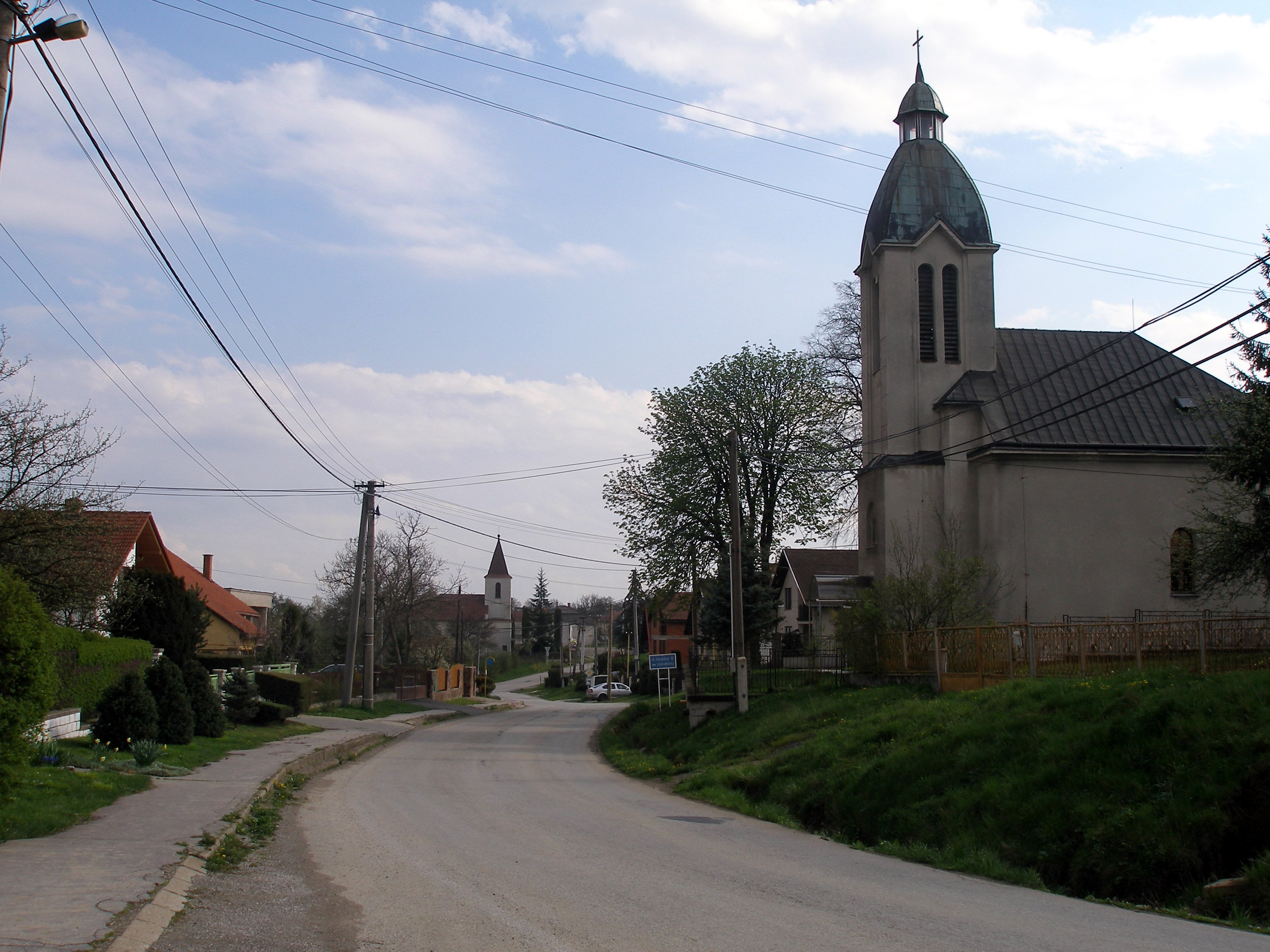
Utcarészlet

1920 előtt Sáros vármegye Lemesi járásához tartozott.

## Népessége
| Év:            | 1994. | 2004.   | 2014.    | 2024.    |
| -------------- | ----- | ------- | -------- | -------- |
| Emberek száma: | 616   | 644     | 788      | 1024     |
| Eltérés:       |       | +4,54 % | +22,36 % | +29,94 % |

| Év:            | 2023. | 2024.   |
| -------------- | ----- | ------- |
| Emberek száma: | 1017  | 1024    |
| Eltérés:       |       | +0,68 % |

1910-ben 653, túlnyomórészt szlovák lakosa volt.
2001-ben 633 lakosából 627 szlovák volt.
2011-ben 688 lakosából 633 szlovák.

## Nevezetességei
- Római katolikus temploma 1768-ban épült későbarokk stílusban. 1925-ben bővítették.